# Kleinfurra
Kleinfurra is een gemeente in de Duitse deelstaat Thüringen, en maakt deel uit van de Landkreis Nordhausen.
Kleinfurra telt 1.023 inwoners.
De gemeente bestaat uit het hoofddorp en twee kleinere kernen; Hain en Rüxleben.

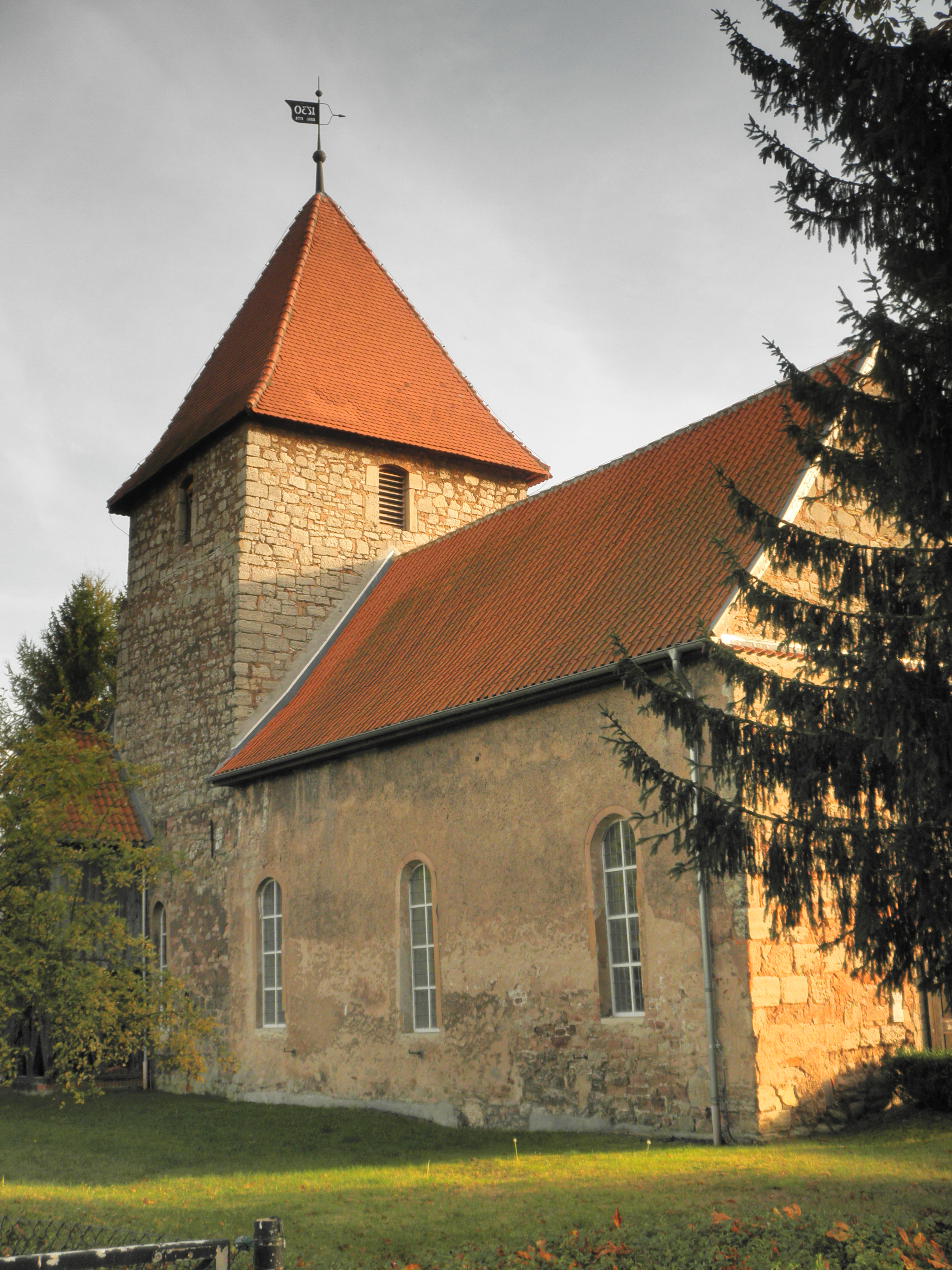
Dorpskerk van Kleinfurra

Bleicherode · Ellrich · Etzelsrode · Friedrichsthal · Görsbach · Großlohra · Hainrode/Hainleite · Harztor · Heringen/Helme · Hohenstein · Kehmstedt · Kleinbodungen · Kleinfurra · Kraja · Lipprechterode · Niedergebra · Nohra · Nordhausen (stad) · Sollstedt · Urbach · Werther · Wipperdorf · Wolkramshausen